# Helen Maud Merrill
Helen Maud Merrill (ur. 5 maja 1865 w Bangor w stanie Maine, zm. 1943) – poetka amerykańska, znana także pod pseudonimem Samantha Spriggins. Debiutowała w piśmie Waterville Sentinel w 1882. Jej wiersze były drukowane w antologiach.